# WithAR ハッカソン
withARハッカソン（ウィズエーアール・ハッカソン、英: withAR Hackathon）は、拡張現実（AR）技術と異業種の協働を目的とする日本のハッカソン形式のイベントである。2019年10月6日に初開催され、以降、毎回異なるテーマで実施されている。

## 概要
withARハッカソンは、ARエンジニアやデザイナー、異業種の参加者が短期間でアプリケーションやコンテンツを開発し、成果を発表するイベントである。毎回ARに合わせたテーマが設定され、参加者はそのテーマに沿った作品を制作する。テーマは、飲食、文化、スポーツ、地域活性、テクノロジーなど多岐にわたる。オフライン・オンラインで実施されており、過去の会場は東京都内各所、NEUUなどが利用されている。

## 歴史
- 2019年10月6日 – 初回開催（テーマ：タピオカ）[1]。
- 2020年2月 – 「映像クリエイターwithAR」を開催。映像制作分野とARを組み合わせた企画[1]。
- 2020年4月18–19日 – 「新型コロナwithARハッカソン」をオンラインで開催。感染症対策やリモート体験をテーマに企画され、Mogura VRなどでも報道された[3]。
- 2020年12月 – 「ストレッチwithAR」を開催。フィットネス・健康分野への応用を目指す作品多数参加。優勝作品はARストレッチ音ゲー『オガトレHIT』として発展し、2021年のAuggie Awards「BEST HEALTHCARE & WELLNESS SOLUTION」のファイナリストに選出された[4]。
- 2022年2月6–13日 – 「地元withARハッカソン」を開催。ARプラットフォームPretiaが技術提供し、地域資源の魅力発信をテーマとした[2][5]。

## 主なテーマ回
withARハッカソンの主な開催回とテーマは以下の通り。
| 回  | テーマ           | 開催時期   |
| --- | ---------------- | ---------- |
| #1  | タピオカ         | 2019年10月 |
| #2  | 空間             | 2019年10月 |
| #3  | カフェ           | 2019年12月 |
| #4  | ダンス           | 2019年12月 |
| #5  | 日本酒           | 2020年1月  |
| #6  | 映像クリエイター | 2020年2月  |
| #7  | 新型コロナ       | 2020年4月  |
| #8  | 夏祭り           | 2020年8月  |
| #9  | ストレッチ       | 2020年12月 |
| #10 | 伝統工芸         | 2021年5月  |
| #11 | 地元             | 2022年2月  |
| #12 | 未来都市         | 2022年12月 |
| #13 | 公園             | 2023年9月  |
| #14 | 小田急線みやげ   | 2024年3月  |

## 特徴と意義
本イベントは、ARを社会課題解決や地域振興に応用する事例を創出することを目的としている。ウェブ電通報は、地域活性化をテーマにした回の座談会記事で、ARを通じた「場の価値の拡張」や「参加者の多様性」が特徴と述べている。また、新型コロナ禍における開催では、遠隔参加や非接触型体験の可能性が示されたとMogura VRが報じている。さらに、参加者発のARコンテンツがイベント外で発展する事例もあり、『オガトレHIT』はクラウドファンディング挑戦やAuggie Awardsファイナリスト選出などの実績を持つ。